# Peine de mort en Ohio
L'État de l'Ohio dans le Midwest fait partie de ceux qui exécutent le plus ces dernières années après le Texas et aussi celui qui a connu le plus de remous avec l'application de l'injection létale.

## La situation légale et statistique
Lorsqu'une personne est reconnue coupable de crime capital en Ohio, le jury a le choix entre 4 solutions :
1. La peine de mort (si elle a été requise) ;
2. La perpétuité réelle ;
3. La perpétuité avec 30 ans incompressibles
4. La perpétuité avec 25 ans incompressibles.

L'unanimité est nécessaire. Le juge a un droit de veto si le jury vote la mort mais il ne peut la prononcer si le jury a voté contre. Il n'est arrivé que 7 fois depuis le rétablissement de la peine de mort qu'un juge refuse la condamnation à mort du jury. Au moins 191 condamnés à mort (dont deux femmes) sont actuellement incarcérés en Ohio et au moins 33 ont été exécutés, dont 5 en 2009. L'État n'a pourtant repris les exécutions qu'en 1999. Les exécutions sont espacées d'au moins trois semaines pour permettre au bureau des avocats commis d'office de se consacrer à un cas à la fois dans le cadre des derniers recours. Les exécutions ont lieu à 10 heures à Lucasville, la date est fixée par la Cour suprême et le gouverneur peut commuer la peine après avis non injonctif du comité des grâces. Ted Strickland, gouverneur depuis 2007, a gracié deux condamnés dont le comité avait unanimement recommandé l'exécution, à chaque fois en raison d'un doute sur la culpabilité (John Spirko en 2008 et Kevin Keith en 2010). À une reprise il a rejeté la recommandation de grâce, dans une affaire où la culpabilité n'était pas contestée mais une personne plus impliquée dans le crime. Il s'agissait de Jason Getsy en 2009, la famille de la victime s'était opposée à la grâce.
La chaise électrique a été supprimée comme possibilité de méthode d'exécution pour le condamné. En avril 2009, le procureur général Richard Cordray, un ardent défenseur de la peine capitale, a publié le rapport annuel de l'État concernant la peine de mort. Il y critique la trop longue durée du processus judiciaire dans les cas de condamnation à mort, mais juge que cela ne justifie pas l'abolition : « Les mêmes qui font tout pour ralentir le système judiciaire ne peuvent ensuite s'en plaindre. » a-t-il déclaré. Lorsqu'il était avocat général, Cordray avait déjà obtenu une simplification du processus judiciaire capital ; cette mesure avait été soumise à référendum en 1994 et fut approuvée par 70 % des suffrages exprimés.

## Mode d'exécution

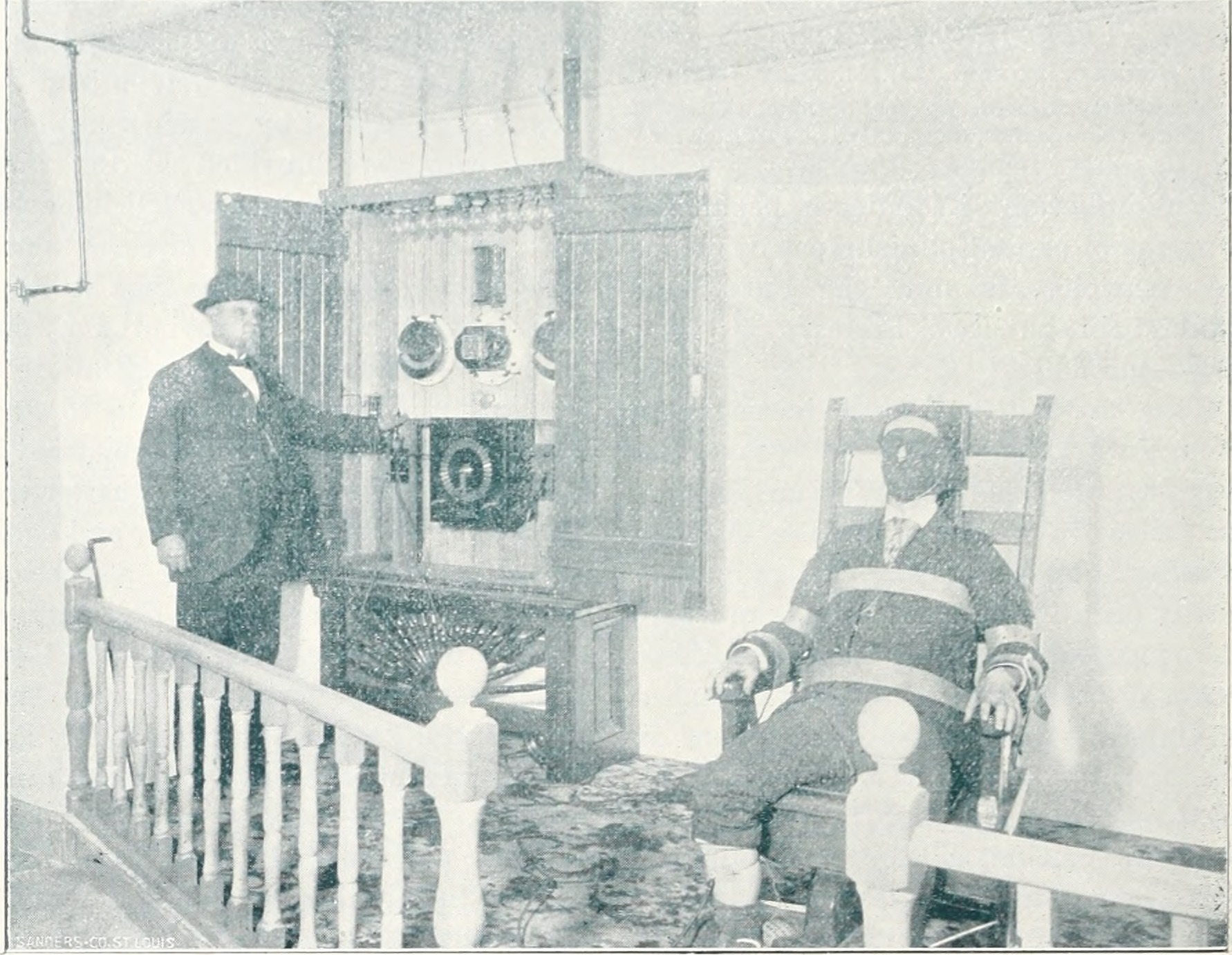
Chaise électrique dans le pénitencier de l'Ohio en 1897

Jusqu'en 1887, la pendaison fut une méthode légale d'exécution en Ohio, avant l'introduction, cette même année, de la chaise électrique qui resta en activité jusqu'en 1963. Pendant les 36 années qui suivirent, il n'y eut pas d'exécution, malgré le rétablissement de la peine capitale en 1981. L'injection létale fut introduite dans l'État en 1993 et se substitua à l'électrocution en 1999.

### Un État marqué par des remous avec l'injection létale
Une exécution dans cet État fut marquée par l'éclatement de la veine du condamné Joseph Clark qui souffrit atrocement lors de l'exécution, le rideau ayant même été tiré pour empêcher les témoins de voir la scène. Il a ensuite été donné pour consigne à l'équipe d'exécution de prendre tout le temps nécessaire pour placer les aiguilles ce qui prit plus d'une heure lors de l'exécution de Christopher Newton, qui obtint une pause pour aller aux toilettes. Newton avait été condamné à mort pour avoir tué un codétenu. Un autre condamné, Richard Cooey, a vainement essayé de faire repousser sa date prévue d'exécution affirmant que sa corpulence pourrait provoquer les mêmes problèmes que lors des exécutions précédentes. L'État de l'Ohio aura finalement été l'un des plus enclins à ce genre d’incidents, en 2009, l'exécution de Romell Bromm fut tout simplement annulée, car les techniciens ne sont pas parvenus à trouver de veine utilisable. Pendant deux heures et demie et 18 tentatives, les techniciens n’ont pas trouvé de veine, l’État de l’Ohio ne disposant que d’une seule méthode d’exécution : l’injection létale. Devant la difficulté de la mise à mort, le gouverneur de l’Ohio, le démocrate Ted Strickland, a décidé de reporter l’exécution d’une semaine afin qu’une solution puisse être trouvée. Son exécution a finalement été annulée par un juge fédéral et toute nouvelle date d'exécution devra être fixée par la cour suprême de l'Ohio si le juge rejette la requête de Romell Broom. Après cette affaire, deux autres exécutions ont été reportées de plusieurs mois en vue de revoir le protocole d'exécution. Une date d'exécution a déjà été fixée pour chacun des six premiers mois de l'année 2010.
Par la suite les autorités ont proposé un nouveau protocole sous les conseils du docteur Mark Dershwitz, qui prévoit comme cela avait été demandé dans l'affaire Baze v. Rees d'exécuter le condamné par une overdose de thiopendal. Le nouveau protocole prévoit également une alternative si les techniciens ne parviennent à trouver de veine : en ce cas, de l'hydromorphone (un dérivé dérivé semi-synthétique de la morphine) et du midazolam (utilisé notamment comme anesthésique dans l'extraction de dents) seront directement injectés dans les muscles.
Le 8 décembre 2009, Kenneth Biros est devenu le premier condamné exécuté selon cette nouvelle méthode. L'exécution avait été reportée à 11h, il fallut une demi-heure pour placer le cathéter et 9 min pour que la mort survienne, sans qu'il n'eut à être fait utilisation de l'alternative musculaire. A priori, aucun autre État n'a l'intention de suivre l'Ohio, car l'ancienne méthode bénéficie du précédent Baze v. Rees 
En avril 2010, un condamné a été exécuté malgré son invocation d'une allergie au thiopental sodique.

## Exécutions depuis 1973
Les exécutions ont lieu à Lucasville au Southern Ohio Correctional Facility. 
| #  | Criminel           | Date              | Méthode(s)       | Crime(s) | Gouverneur     |
| -- | ------------------ | ----------------- | ---------------- | --- | -------------- |
| 1  | Wilford Berry      | 19 février 1999   | Injection létale | Meurtre en 1989 de son patron, qui l'avait embauché une semaine auparavant, afin de lui voler de l'argent.                                              | Bob Taft       |
| 2  | Jay Scott          | 14 juin 2001      | Injection létale | Meurtre en 1983 d'une serveuse et d'un agent de sécurité dans la tentative ratée d'un braquage de restaurant.                                           | Bob Taft       |
| 3  | John Byrd          | 19 février 2002   | Injection létale | Meurtre en 1983 du caissier d'une épicerie en le poignardant à mort pour lui voler le contenu de sa caisse.                                             | Bob Taft       |
| 4  | Alton Coleman      | 26 avril 2002     | Injection létale | Meurtre en 1984 de huit personnes dont trois enfants et une adolescente, précédé de kidnapping et suivi de viols.                                       | Bob Taft       |
| 5  | Robert Buell       | 24 septembre 2002 | Injection létale | Meurtre en 1982 d'une fillette de onze ans après l'avoir violée alors qu'elle participait à une collecte de déchets dans la nature.                     | Bob Taft       |
| 6  | Richard Fox        | 12 février 2003   | Injection létale | Meurtre en 1989 d'une étudiante de dix-huit ans après l'avoir attirée dans un guet-apens prétextant une offre d'emploi et subséquemment violée.         | Bob Taft       |
| 7  | David Brewer       | 29 avril 2003     | Injection létale | Meurtre en 1985 de la femme d'un ami après lui avoir tendu un piège dans un motel, violée, puis poignardée de quinze coups de couteau.                  | Bob Taft       |
| 8  | Ernest Martin      | 18 juin 2003      | Injection létale | Meurtre en 1983 du propriétaire d'une épicerie lors d'une tentative de braquage à main armée.                                                           | Bob Taft       |
| 9  | Lewis Williams     | 14 janvier 2004   | Injection létale | Meurtre en 1983 d'une retraitée de soixante-treize ans en l'abattant d'un tir dans la tête lors du cambriolage de sa maison.                            | Bob Taft       |
| 10 | John Roe           | 3 février 2004    | Injection létale | Meurtre en 1984 d'une femme qui s'était arrêtée dans une station service après l'avoir kidnappée, abusée et jeté le corps dans une cimenterie.          | Bob Taft       |
| 11 | William Wickline   | 30 mars 2004      | Injection létale | Meurtre en 1982 d'un couple qui lui devait de l'argent en égorgeant l'homme, puis en étranglant sa compagne.                                            | Bob Taft       |
| 12 | William Zuern      | 8 juin 2004       | Injection létale | Meurtre en 1984 d'un policier pénitentiaire alors qu'il purgeait une peine de perpétuité pour meurtre.                                                  | Bob Taft       |
| 13 | Stephen Vrabel     | 14 juillet 2004   | Injection létale | Meurtre en 1989 de sa compagne et de leur fille de trois ans en les abattant par arme à feu.                                                            | Bob Taft       |
| 14 | Scott Mink         | 20 juillet 2004   | Injection létale | Meurtre en 2000 de ses parents en les battant à mort avec une masse, afin de leur voler de l'argent pour s'acheter de la cocaïne.                       | Bob Taft       |
| 15 | Adremy Dennis      | 13 octobre 2004   | Injection létale | Meurtre en 1994 d'un passant en lui tirant dans la tête avec un fusil à canon scié pour avoir refusé de lui donner quinze dollars.                      | Bob Taft       |
| 16 | William Smith      | 8 mars 2005       | Injection létale | Meurtre en 1987 d'une conquête en la poignardant à mort, l'accusant de lui avoir volé de la cocaïne.                                                    | Bob Taft       |
| 17 | Herman Ashworth    | 27 septembre 2005 | Injection létale | Meurtre en 1996 d'un homme rencontré dans un bar en le battant à mort avec une planche, le rendant méconnaissable.                                      | Bob Taft       |
| 18 | William Williams   | 25 octobre 2005   | Injection létale | Meurtre en 1991 de quatre supposés trafiquant de drogue pour reprendre le contrôle des ventes après sa sortie de prison.                                | Bob Taft       |
| 19 | John Hicks         | 29 novembre 2005  | Injection létale | Meurtre en 1985 de sa belle-fille de cinq ans et de sa belle-mère en cambriolant leur maison afin de financer son addiction à la cocaïne et à l'alcool. | Bob Taft       |
| 20 | Glenn Benner       | 7 février 2006    | Injection létale | Meurtre entre 1985 et 1986 de deux femmes en les étranglant après les avoir violées.                                                                    | Bob Taft       |
| 21 | Joseph Clark       | 2 mai 2006        | Injection létale | Meurtre en 1984 de deux caissiers d'un magasin et d'une station-service dans deux braquages séparés.                                                    | Bob Taft       |
| 22 | Rocky Barton       | 12 juillet 2006   | Injection létale | Meurtre en 2003 de sa quatrième femme en lui tirant dessus.                                                                                             | Bob Taft       |
| 23 | Darrell Ferguson   | 8 août 2006       | Injection létale | Meurtre en 2001 de trois retraités le jour de Noël lors de cambriolages séparés afin de pouvoir s'acheter de la cocaïne.                                | Bob Taft       |
| 24 | Jeffrey Lundgren   | 24 octobre 2006   | Injection létale | Meurtre en 1989 d'un couple et de leurs trois enfants en les abattant, car ils n'avait pas versé leur contribution à la secte dont il était le gourou.  | Bob Taft       |
| 25 | James Filiaggi     | 24 avril 2007     | Injection létale | Meurtre en 1994 de son ex-femme en lui tirant- dessus pour se venger de son divorce.                                                                    | Ted Strickland |
| 26 | Christopher Newton | 24 mai 2007       | Injection létale | Meurtre en 2001 de son codétenu après une dispute alors qu'il était emprisonné pour cambriolage.                                                        | Ted Strickland |
| 27 | Richard Cooey      | 14 octobre 2008   | Injection létale | Meurtre en 1986 de deux étudiantes en les étranglant avec des lacets de chaussures après les avoir violées.                                             | Ted Strickland |
| 28 | Gregory Bryant     | 19 novembre 2008  | Injection létale | Meurtre en 1992 d'un propriétaire d'un magasin, puis d'un restaurateur dans deux braquages distincts.                                                   | Ted Strickland |
| 29 | Daniel Wilson      | 3 juin 2009       | Injection létale | Meurtre en 1991 d'une femme qu'il avait rencontrée dans un bar en l'enfermant dans le coffre de sa voiture, puis en y mettant le feu, la brûlant vive.  | Ted Strickland |
| 30 | John Fautenberry   | 14 juillet 2009   | Injection létale | Meurtre entre 1990 et 1991 de six personnes dont une femme, à travers les États-Unis qu'il parcourait, étant alors chauffeur routier.                   | Ted Strickland |
| 31 | Marvallous Keene   | 21 juillet 2009   | Injection létale | Meurtre en 1992 de trois personnes lors d'un braquage, puis de ses deux complices adolescents, de peur qu'ils le dénoncent.                             | Ted Strickland |
| 32 | Jason Getsy        | 18 août 2009      | Injection létale | Meurtre en 1995 de la mère présente au domicile d'un homme sur lequel un contrat avait été mis.                                                         | Ted Strickland |
| 33 | Kenneth Biros      | 8 décembre 2009   | Injection létale | Meurtre en 1991 d'une jeune femme rencontrée dans un bar en l'étranglant, avant de la mutiler et de la démembrer.                                       | Ted Strickland |
| 34 | Vernon Smith       | 7 janvier 2010    | Injection létale | Meurtre en 1993 du propriétaire d'un magasin lors du braquage à main armée de celui-ci.                                                                 | Ted Strickland |
| 35 | Mark Brown         | 4 février 2010    | Injection létale | Meurtre en 1994 d'un employé d'un magasin et du fils du propriétaire de celui-ci lors d'un braquage.                                                    | Ted Strickland |
| 36 | Lawrence Reynolds  | 16 mars 2010      | Injection létale | Meurtre en 1994 d'une femme à son domicile en l'étranglant avec une corde dans le but de lui voler de l'argent pour acheter drogue et alcool.           | Ted Strickland |
| 37 | Darryl Durr        | 20 avril 2010     | Injection létale | Meurtre en 1988 d'une adolescente de seize ans après l'avoir kidnappée et étranglée avec une laisse pour chien.                                         | Ted Strickland |
| 38 | Michael Beuke      | 13 mai 2010       | Injection létale | Meurtre en 1983 de deux hommes en les conduisant dans des endroits isolés dans le but de les dévaliser.                                                 | Ted Strickland |
| 39 | William Garner     | 13 juillet 2010   | Injection létale | Meurtre en 1992 de cinq enfants en incendiant leur maison de peur d'être identifié après un cambriolage.                                                | Ted Strickland |
| 40 | Roderick Davie     | 10 août 2010      | Injection létale | Meurtre en 1991 de deux anciens collègues du travail dont il venait d'être licencié deux mois auparavant.                                               | Ted Strickland |
| 41 | Michael Benge      | 6 octobre 2010    | Injection létale | Meurtre en 1993 de sa petite-amie en la battant à mort dans sa voiture avec une barre de fer.                                                           | Ted Strickland |
| 42 | Franck Spisak      | 17 février 2011   | Injection létale | Meurtre en 1982 de trois hommes au hasard dont un adolescent de dix-sept ans.                                                                           | John Kasich    |
| 43 | Johnnie Baston     | 10 mars 2011      | Injection létale | Meurtre en 1994 du propriétaire d'un magasin lors du braquage à main armée de celui-ci.                                                                 | John Kasich    |
| 44 | Clarence Carter    | 12 avril 2011     | Injection létale | Meurtre en 1989 d'un co-détenu alors qu'il était déjà en prison pour meurtre.                                                                           | John Kasich    |
| 45 | Daniel Bedford     | 17 mai 2011       | Injection létale | Meurtre en 1984 de son ex-petite-amie et de son nouveau compagnon par vengeance pour l'avoir quitté.                                                    | John Kasich    |
| 46 | Reginald Brooks    | 15 novembre 2011  | Injection létale | Meurtre en 1982 de ses trois enfants âgés de dix-sept, quinze et onze ans après que sa femme a demandé le divorce.                                      | John Kasich    |
| 47 | Mark Wiles         | 18 avril 2012     | Injection létale | Meurtre en 1985 d'un adolescent de quinze ans qui l'avait surpris lors d'un cambriolage chez son ancien employeur.                                      | John Kasich    |
| 48 | Donald Palmer      | 20 septembre 2012 | Injection létale | Meurtre en 1989 d'un homme en pleine rue qui courtisait son ex-femme, puis d'un automobiliste qui avait assisté à la scène.                             | John Kasich    |
| 49 | Brett Hartman      | 13 novembre 2012  | Injection létale | Meurtre en 1997 d'une femme dans son appartement en la poignardant cent-quarante-huit fois après l'avoir violée et lui avoir coupé les mains.           | John Kasich    |
| 50 | Frederick Treesh   | 6 mars 2013       | Injection létale | Meurtre en 1994 d'un employé d'un magasin de jeux vidéos puis d'un agent de sécurité dans deux braquages distincts.                                     | John Kasich    |
| 51 | Steven Smith       | 1er mai 2013      | Injection létale | Meurtre en 1998 de la fille de six mois de sa compagne après l'avoir violée puis étouffée.                                                              | John Kasich    |
| 52 | Harry Mitts        | 25 septembre 2013 | Injection létale | Meurtre en 1994 d'un voisin motivé par sa haine raciale, puis d'un officier de police qui tentait de l'arrêter.                                         | John Kasich    |
| 53 | Dennis McGuire     | 16 janvier 2014   | Injection létale | Meurtre en 1989 d'une femme enceinte de vingt-deux ans après l'avoir kidnappée, violée, puis égorgée.                                                   | John Kasich    |
| 54 | Ronald Phillips    | 26 juillet 2017   | Injection létale | Meurtre en 1993 de la fille de trois ans de sa petite amie après l'avoir violée.                                                                        | John Kasich    |
| 55 | Gary Otte          | 13 septembre 2017 | Injection létale | Meurtre en 1992 de deux personnes lors d'un braquage à main armée.                                                                                      | John Kasich    |
| 56 | Robert Van Hook    | 18 juillet 2018   | Injection létale | Meurtre en 1985 d'un homme rencontré dans un bar en le poignardant à mort après avoir pris peur à la suite des avances faites de ce dernier.            | John Kasich    |

En décembre 2018, le couloir de la mort de l'Ohio compte 138 condamnés. Depuis 1973, 30 condamnés ont été graciés dans l'Ohio.

### Sources
- (en) La peine de mort en Ohio
- (en) Administration pénitentiaire de l'Ohio
- (en) L'Ohio serait-il un nouveau Texas ?
- (en) Reprieve issued by Ohio Gov. Ted Strickland